# Scooby-Doo ! Panique dans la marmite
Scooby-Doo ! Panique dans la marmite (Scooby-Doo! and the Spooky Swamp) est un jeu vidéo de plates-formes et d'action-aventure  développé par Torus Games et édité par Warner Bros. Interactive Entertainment sur Wii, Nintendo DS et PlayStation 2 en 2011.
Il fait suite à Scooby-Doo ! Opération Chocottes sorti en 2009.

## Voix françaises
- Mathias Kozlowski : Fred
- Joëlle Guigui : Daphné
- Caroline Pascal : Vera
- Jérémy Prévost : Sammy
- Éric Missoffe : Scooby-Doo
- Gérard Surugue : Philippe le détective grenouille